# Neukirch (Königsbrück)
Neukirch é um município da Alemanha localizado no distrito de Bautzen, região administrativa de Dresden, estado da Saxônia.
Pertence ao Verwaltungsgemeinschaft de Königsbrück.